# Масковая древесная сорока
Масковая древесная сорока (лат. Dendrocitta frontalis) — вид птиц семейства врановых (Corvidae). Подвидов не выделяют. Распространены в Азии.

## Описание
Масковая древесная сорока достигает длины 38 см и массы 100 г. Половой диморфизм не выражен. Голова, горло и верхняя часть груди чёрные. Макушка, задняя часть шеи и плечи белые. Передняя часть спины и нижняя часть груди светло-серые или белые. Крылья, спина и подхвостье светло-коричневые. Первостепенные маховые перья и хвост чёрного цвета. Клюв и ноги чёрные, радужная оболочка тёмно-коричневая.

## Распространение и биология
Масковая древесная сорока распространена на юге Азии: северо-восток Индии, Бангладеш, Непал, Китай и Мьянма, изолированная популяция на северо-западе Вьетнама.
Обитает в горных лесах, часто на довольно больших высотах. Питается в основном различными беспозвоночными, в частности термитами, которых ловит в полёте; в состав рациона входят также фрукты и ягоды.
Моногамные птицы. Сезон размножения длится с апреля по июль. Гнездо представляет собой небольшое аккуратное чашеобразное сооружение, размещаемое в зарослях бамбука, на небольших деревьях или кустах на краю поляны. В кладке 3—5 яиц. Инкубационный период длится 20 дней. Птенцы становятся самостоятельными через полтора месяца после рождения.